# راسب رملي
التوفة أو الراسب الرملي (بالإنجليزية: Tophus من اللغة اللاتينية بمعنى حجر) وجمعها تُوَف (بالإنجليزية: Tophi) وتسمى أحيانا بالعقد أو العقيدات، هي ترسب لبلورات حمض اليوريك على شكل يورات أحادي الصوديوم. تظهر التوف عند الأشخاص المصابين بفرط حمض يوريك الدم لمدة طويلة. التوف تدل على باثوجونومية مرض النقرس.
إن أكثر الأشخاص المصابين بالتوف لديهم نوبات سابقة من التهاب المفاصل، مما تؤدي إلى تكون التوف.
إن داء النقرس المزمن المصاحب بالتوف يدعى متلازمة هاريسون.
تتكون التوف في المفاصل والغضاريف والعظام واماكن أخرى من الجسم. تبرز التوف من خلال الجلد وتظهر على شكل عقيدات طباشيرية بيضاء أو بيضاء مصفرة. يمكن للتوف أن تظهر خلال معدل 10 سنوات بعد الإصابة بالنقرس إذا لم يتلقى المريض العلاج، ويتراوح أول ظهور لها بين 3 و 42 سنة.
تكوّن توف النقرس يمكن أن يؤدي إلى تحديد وظيفة المفاصل وتتسبب بضرر للعظام وحالات عجز واضحة، خاصة عندما لا يمكن علاج النقرس. عندما لا يمكن علاج ارتفاع مستوى حمض اليوريك والنقرس بالأدوية المعتادة التي تستخدم لتخفيض مستوى حمض اليوريك مثل الألوبيورينول والفيبوكسوستات أو الأدوية التي تزيد من التخلص من حمض اليوريك مثل البروبينسيد فإنه قد يؤدي إلى النقرس المزمن المقاوم. التوف تظهر في فترة أبكر من المرض في المرضى المسنين.
هنالك أنواع أقل شيوعا من التوف مثل:
- التوفة الزهرية (بالإنجليزية: Tophus syphiliticus)
- القلح السني (بالإنجليزية: Dental tophus)
- التوفة الأذنية (بالإنجليزية: Auricular tophus)

## صور إضافية

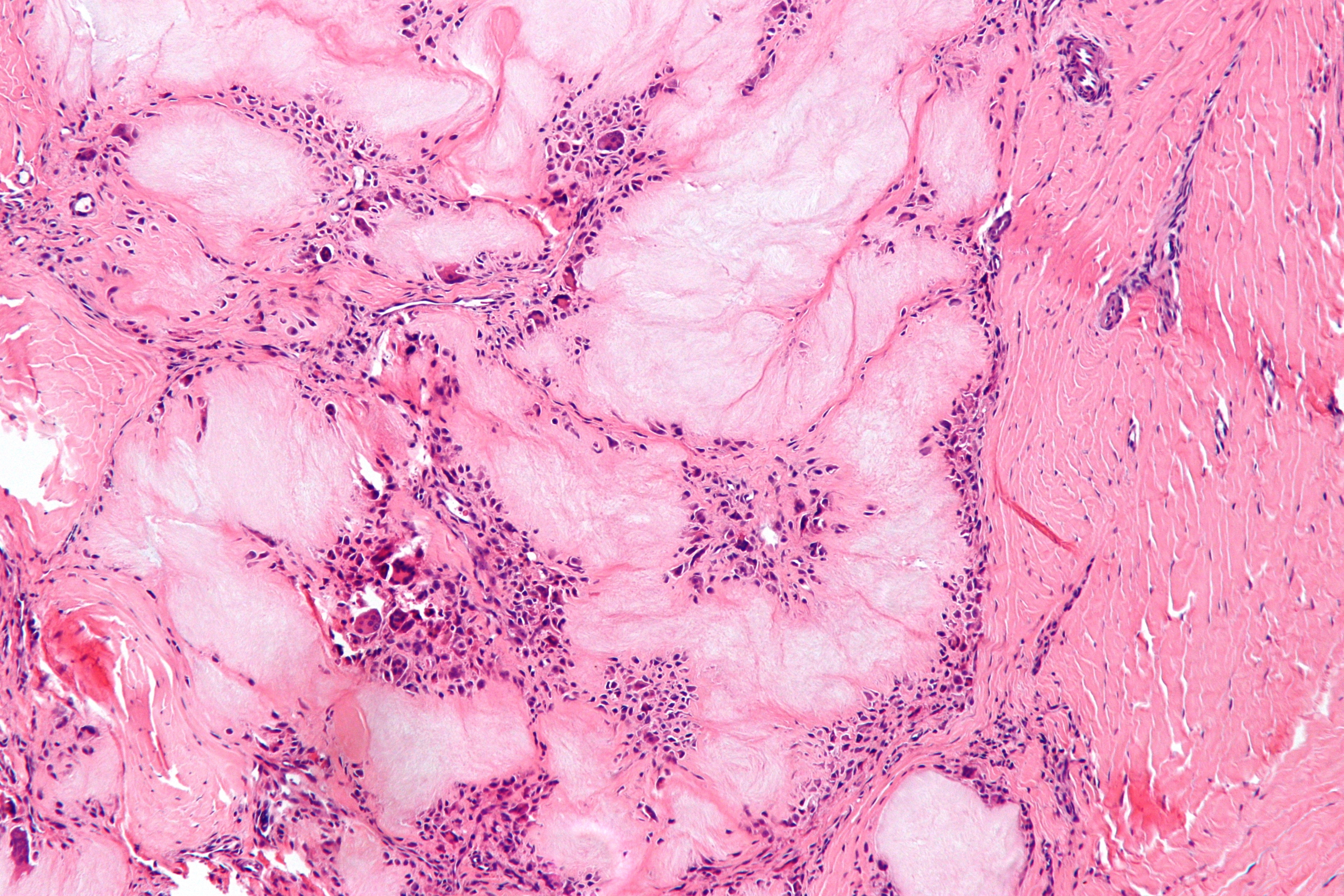
صورة مجهرية لتوفة النقرس
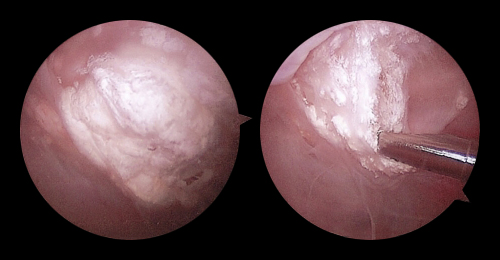
توفة داخل مفصل ركبة أزيل بواسطة عملية تنظير المفصل
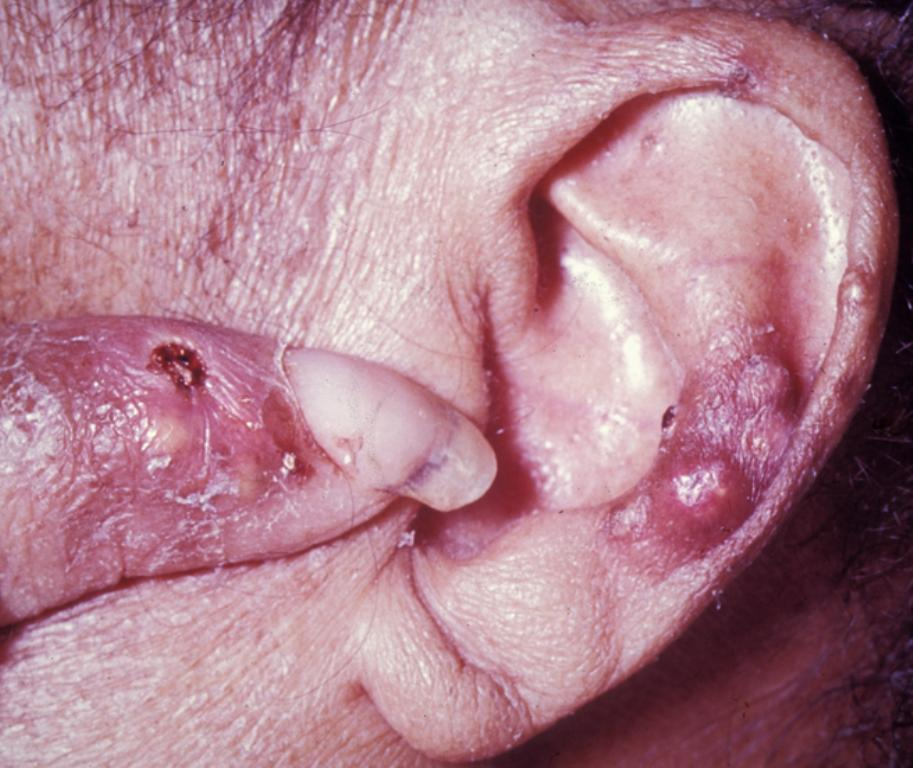
توفة أذنية
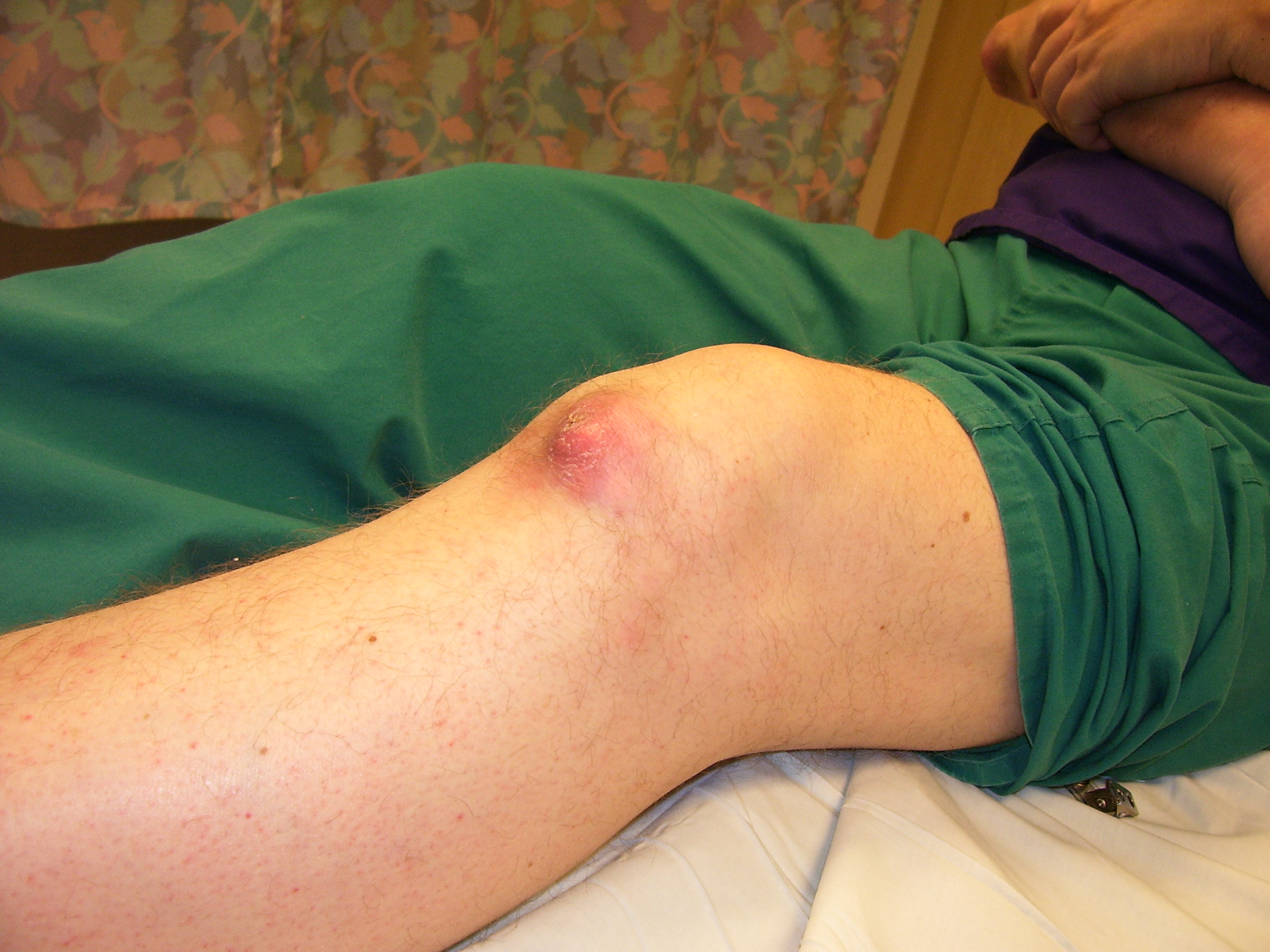
توفة في الركبة بسبب النقرس